# قناة صوديوم

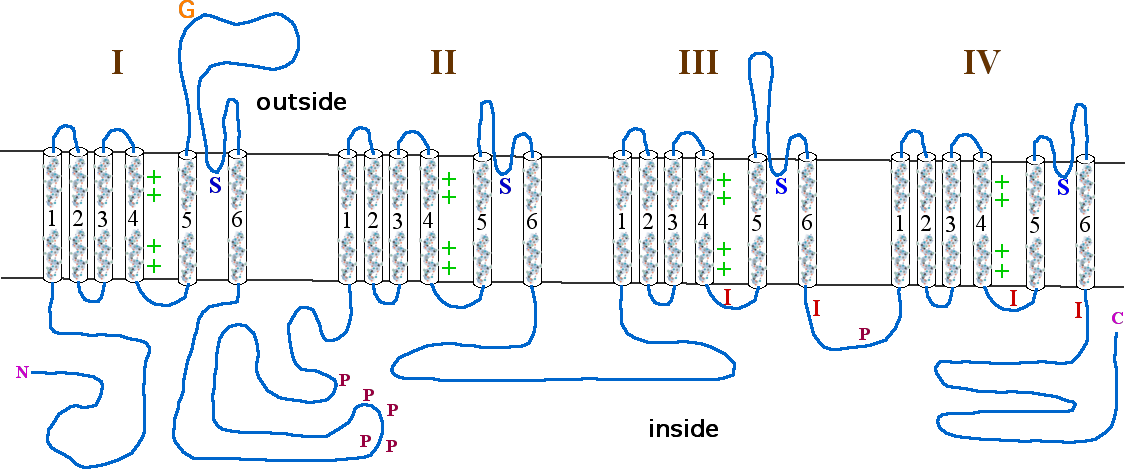

قنوات الصوديوم هي بروتينات غشائية مدمجة تشكّل قنوات أيونية، تنقل أيونات الصوديوم عبر غشاء الخلية. يتم تصنيف هذه القنوات حسب الزناد الذي يفتح القناة لهذا النوع من الأيونات، إما تغيير في الجهد (قناة صوديوم "مبوّبة بالجهد"، أو "الحسّاسة لفرق الجهد"، أو "متعلّقة بفرق الجهد") أو ارتباط مادة (ربيطة) بالقناة (قناة صوديوم ربيطة البوابة).
في الخلايا المستثارة، مثل العصبونات، والخلايا العضلية، وبعض أنواع الخلايا الدبقية، قنوات الصوديوم هي المسؤولة عن مرحلة الارتفاع في بداية جهد الفعل.

## مُبوّبة بالجهد

### مبنى
تتكوّن قنوات الصوديوم من وحَيدة ألفا كبيرة تتفاعل مع بروتينات أخرى، مثل وحَيدات بيتا. تشكّل وحيدة ألفا لبّ القناة وهي وظيفيّة بذاتها. عندما يتم تعبير وحيدة ألفا في خلية، فهي قادرة على تشكيل قنوات توصل الصوديوم بطريقة مبوّبة الجهد، حتى وإن لم يتم تعبير وحيدات بيتا أو بروتينات تحوير معروفة أخرى. عندما تشكّل بروتينات مساعدة مع وحيدة ألفا مركّبًا فهي تؤثر على تبويب الجهد وعلى موقعه النهائي بالخلية.

## تحوير دوائي

### محصرات
- ساكسيتوكسين
- نيوساكسيتوكسين
- تترودوتوكسين
- مخدرات موضعية
- مضادات اضطراب النظم الفئة الأولى
- بعض مضادات الصرع

### منشّطات
المواد الطبيعية التالية تنشّط (تفتح) قنوات الصوديوم بشكل دائم:
- ذيفانات قلوانية
  - أكونيتين
  - بتراخوتوكسين
  - بريفيتوكسين
  - سيجواتوكسين
  - ديلفينين
  - فيراتريدين